# Maison aux 68-70, rue du Général-Gouraud à Obernai
La maison aux 68-70, rue du Général-Gouraud est un monument historique situé à Obernai, dans le département français du Bas-Rhin.

## Localisation
Ce bâtiment est situé aux 68-70, rue du Général-Gouraud à Obernai.

## Historique
L'édifice fait l'objet d'une inscription au titre des monuments historiques depuis 1929.

## Architecture

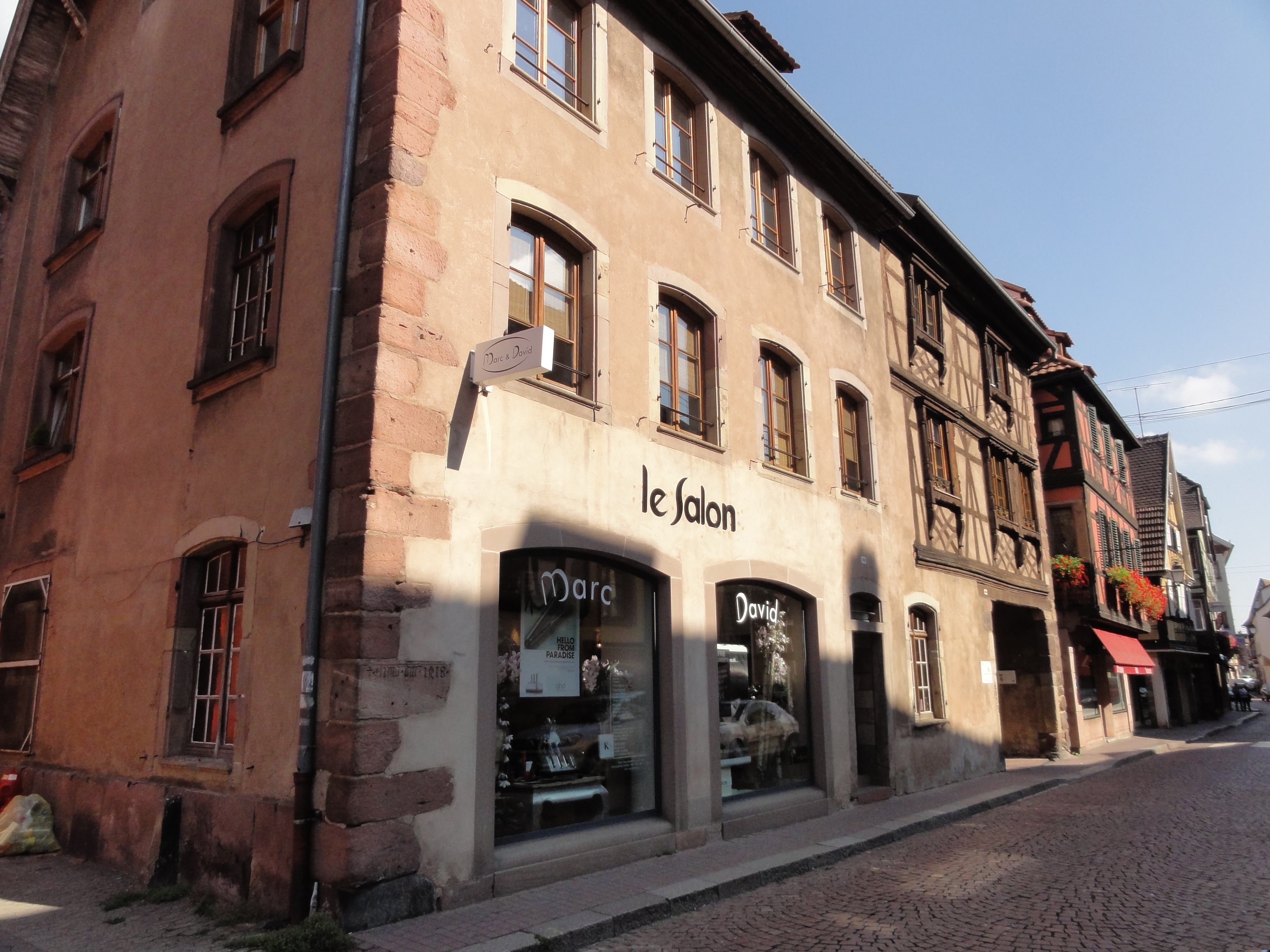
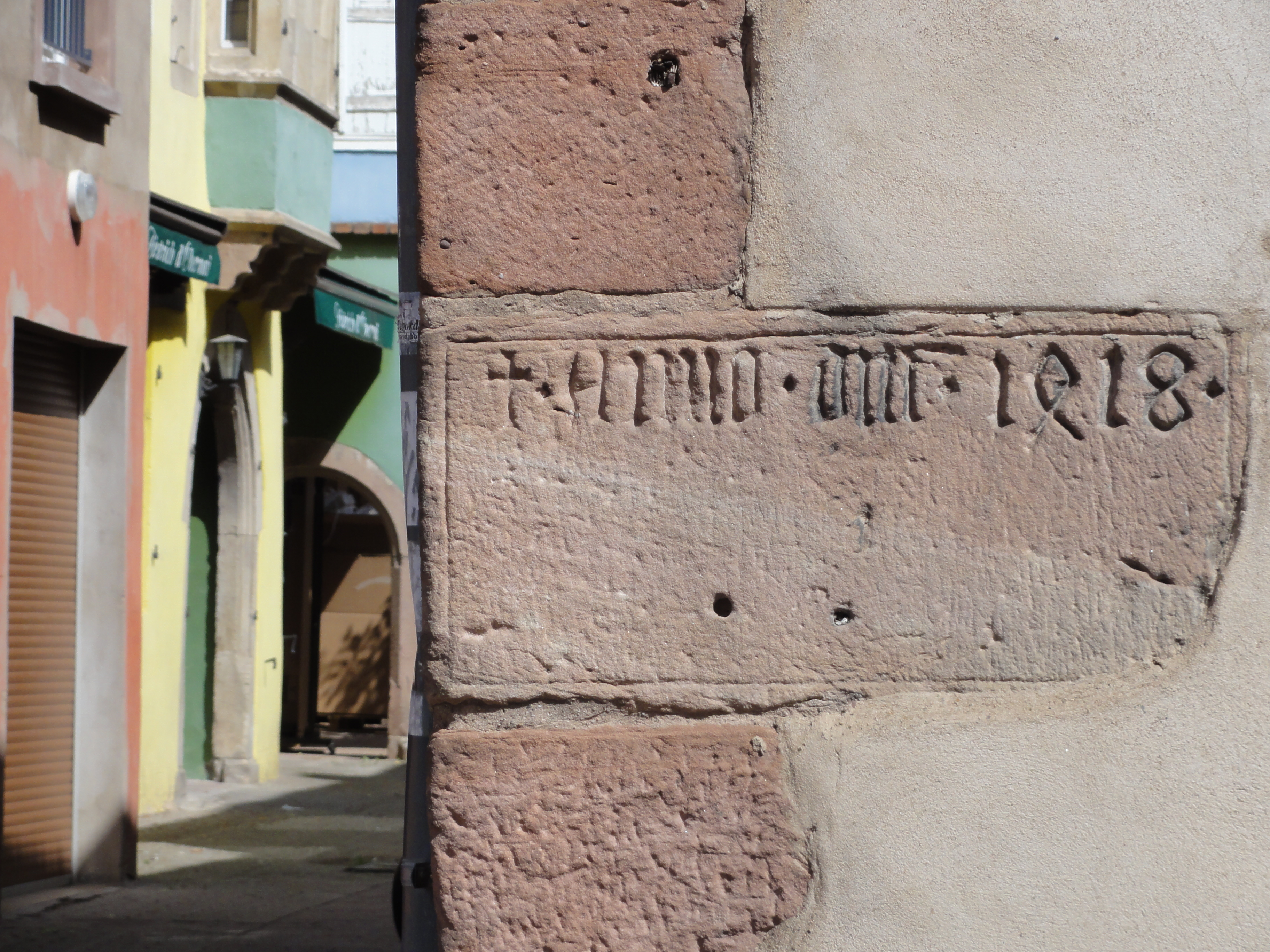
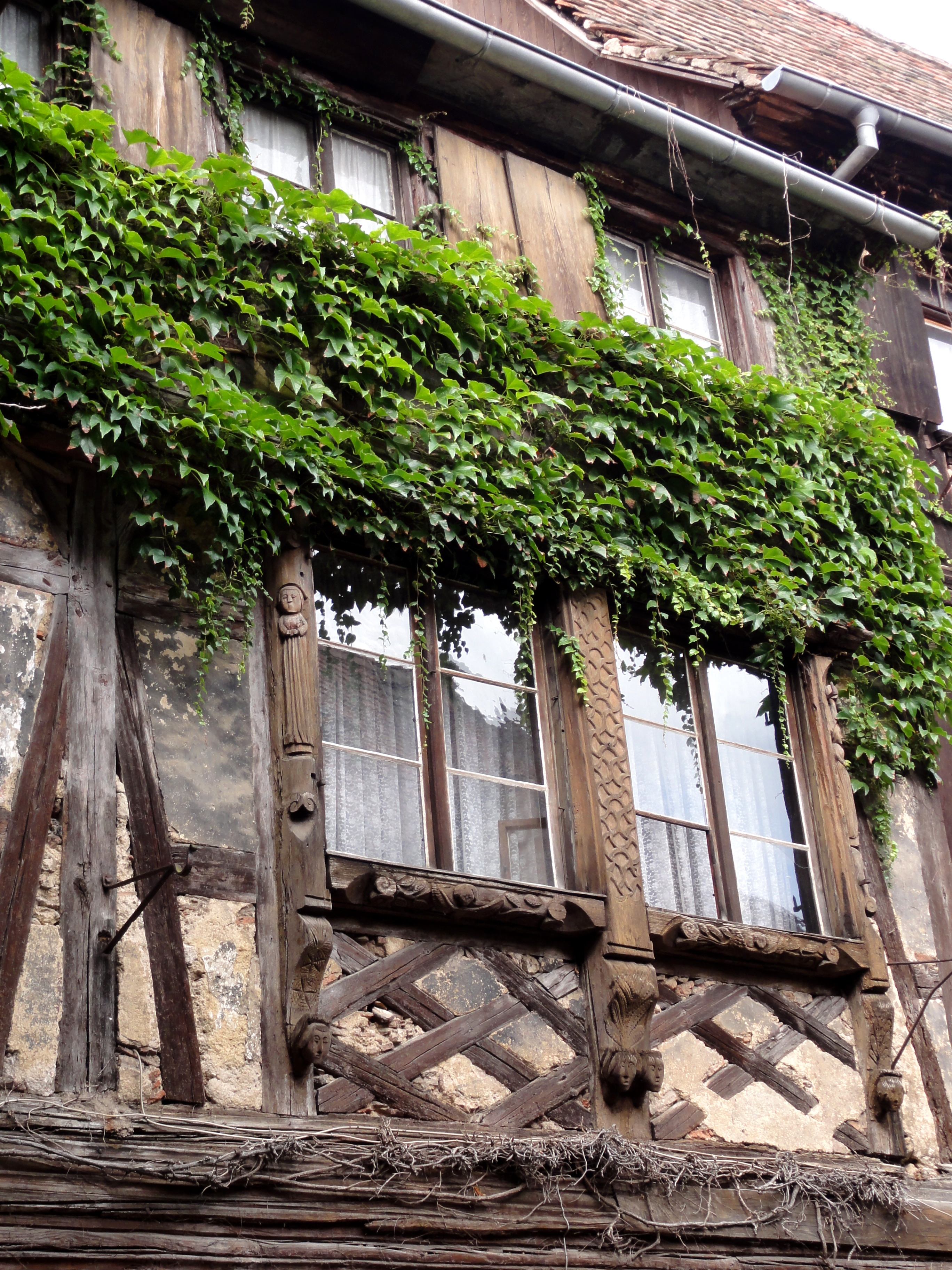
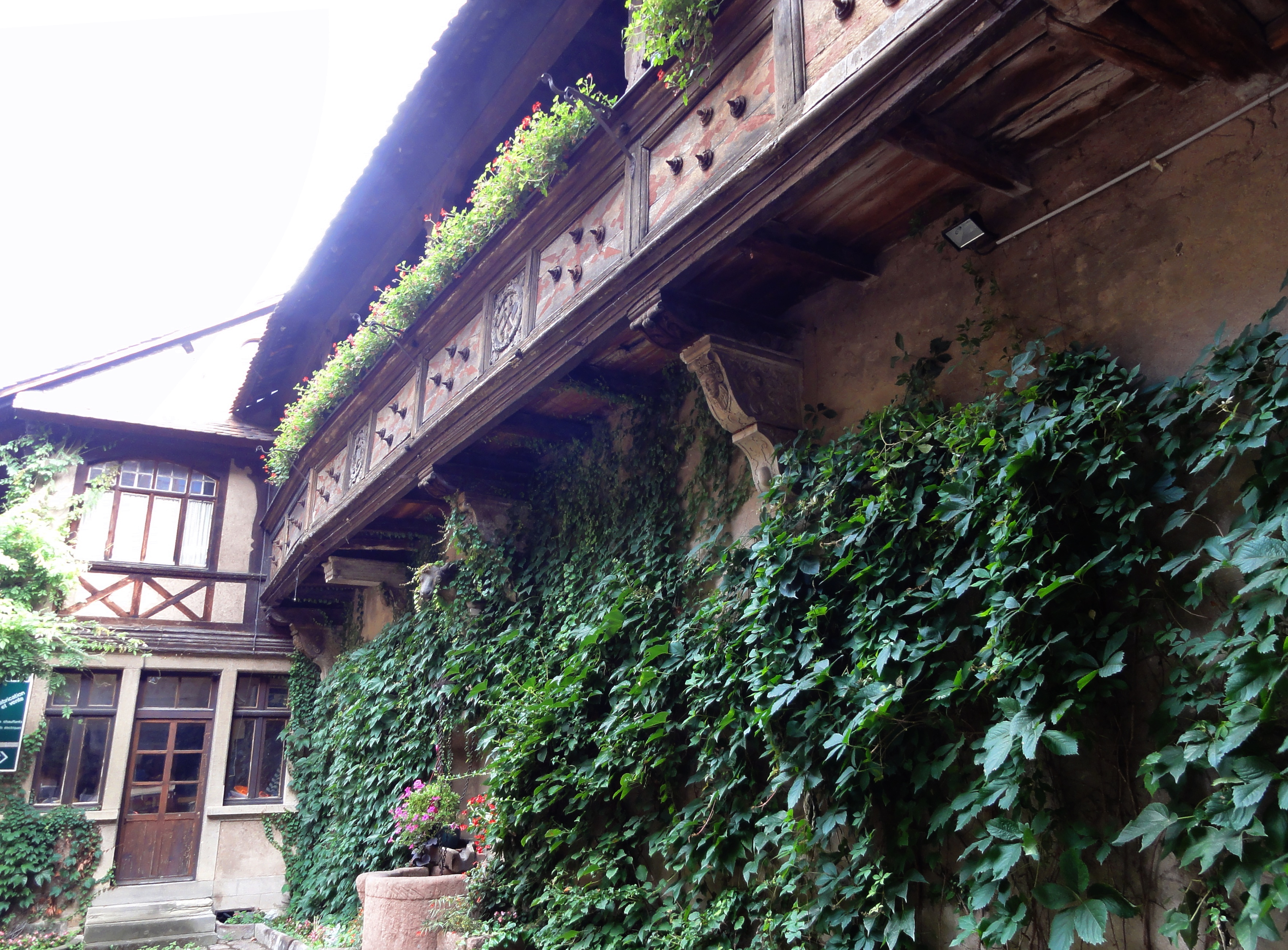
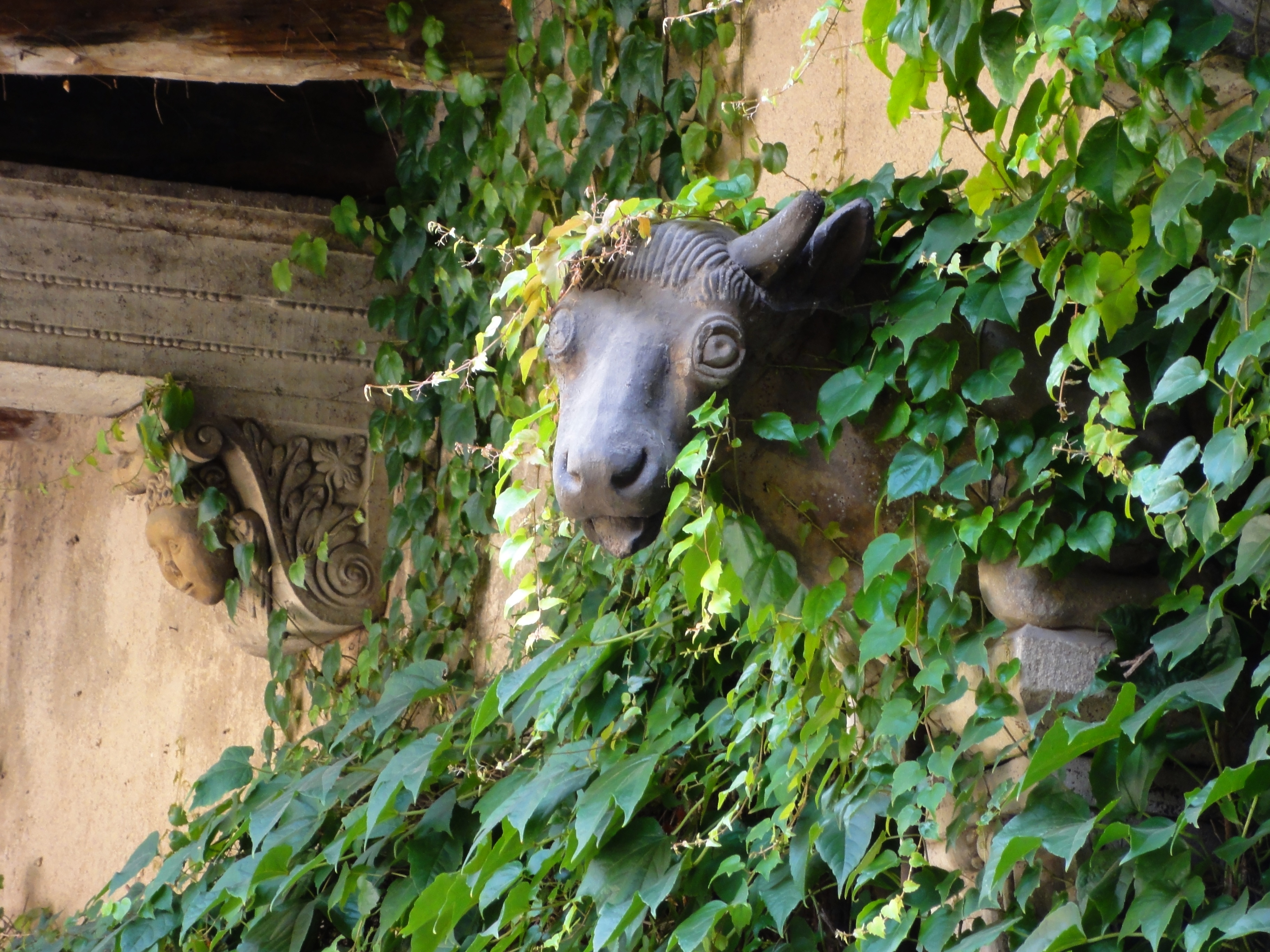